# Mesosemia sibyllina
Mesosemia sibyllina är en fjärilsart som beskrevs av Otto Staudinger 1888. Mesosemia sibyllina ingår i släktet Mesosemia och familjen Riodinidae. Inga underarter finns listade i Catalogue of Life.